# Thamnomanes ardesiacus
Thamnomanes ardesiacus là một loài chim trong họ Thamnophilidae.